# Поморская торговля
Помо́рская торго́вля (норв. Pomorhandel) — торговля между поморами и людьми, жившими по побережью Северной Норвегии. Торговля началась около 1740 года и продолжалась до революции 1917 года.
Поморская торговля началась с менной торговли, поморы предлагали хлеб из России, норвежцы — рыбу из Северной Норвегии. Со временем она превратилась в регулярную торговлю с использованием денег, рубль использовался как основная валюта в нескольких городах Северной Норвегии. Поморская торговля имела важное значение как для русских, так и для норвежцев. Поморы направлялись торговать с берегов Белого моря и Кольского полуострова и добирались до портов Северной Норвегии. Поморы были искусными торговцами и моряками, они также изучали территории, прилегающие к Белому морю. Кроме торговли с западом, они создали торговый путь на восток, через Уральские горы в Северной Сибири.

## Ранний этап торговли
Торговля между русскими и норвежцами имеет долгую историю, первые торговые контакты начались ещё в эпоху викингов. Русские, в основном через Новгород, торговали с саамами Северной Норвегии со Средневековья вплоть до начала XVII века. В начале лета выловленная зимой и весной в Северной Норвегии рыба закупалась и отправлялась на юг к торговцам в Тронхейм и Берген. Спрос на рыбу в России был очень высок, так как в русской православной церкви соблюдались постные дни, когда разрешалось употреблять в пищу только рыбу и продукты растительного происхождения. Рыба отправлялась в Архангельск, в котором также отгружалось зерно для отправки в Норвегию. Кроме Архангельска поморская торговля осуществлялась судами из других портов вдоль Белого моря, таких как Кемь и Онега, а также из более мелких поселений, таких как Сума, Золотица, Мудьюнга, Сарока и Шуя.
С 1740 года поморская торговля всё более распространяется в Северной Норвегии, примерно с 1770 года поморы регулярно организовывали поставки дешёвой ржаной муки (известной в Норвегии как «русская мука»), а также пшеничной муки. Зерно выращивалось в Приволжье и доставлялось к торговцам на Белое море. В истории Северной Норвегии были периоды, когда поморская торговля была необходима для выживания. Например в XVIII веке в Норвегии случилось несколько неурожаев, цена на рожь в Бергене увеличилась в пять раз за 30 лет. Таким образом, поморская торговля оказалась важным источником продуктов питания, рыбаки могли купить дешёвое зерно и муку, и продать улов за хорошую цену. Существовала возможность торговаться, не было посредников, налогов или таможенных сборов. Кроме муки поморы привозили другие продукты питания, такие как овёс, соль, горох, мясо и молочные продукты. Также в Норвегию везли железо, древесину, смолы, бересту, свечи, кастрюли, пеньку, верёвки и холст. Также поморы привозили некоторые предметы роскоши, такие как конфеты, мыло, фарфор и резьба по дереву. В Россию везли рыбу различных сортов, в основном минтай, а также треску, палтус и пикшу.

## Регулирование торговли
Норвежский конунг Хакон V Святой запретил торговать иностранцам на севере Норвегии ещё в 1316 году. До реформы 1537 года товарооборот между Северной Норвегии и Ганзой в Бергене находился под контролем архиепископа Тронхейма. В середине XVI века торговые привилегии были переданы Бергену и Тронхейму, предоставляя им монополию на внешнюю торговлю. Существуют сообщения о незаконной торговле поморов в Северной Норвегии с конца семнадцатого века. Норвежцы, торговавшие с русскими, могли быть подвергнуты наказанию. Торговая монополия была отменена в 1715 году. Позже в XVIII веке, торговля была помещена под контроль короля в торговые дома Копенгагена. В 1783 году правительство в Копенгагене решило, что должна быть организована поморская торговля с торговцами в губернии Финнмарк, а также, что Северная Норвегия должна снабжаться зерном и другими товарами из России, а не из Дании.
В 1789 году была окончательно устранена торговая монополия и введена свободная торговля. Вардё и Хаммерфест в губернии Финнмарк получили статус города, местные купцы получили торговые привилегии. Вардё стал главным центром поморской торговли в Норвегии. Гавани Вардё принимали по 100 русских кораблей одновременно. Здесь находилось русское консульство. Тромсё получил статус города и торговые привилегии в 1794 году, он получил монополию на торговлю с поморами в Трумсе. В начале XIX века, поморская торговля была разрешена и южнее Лофотенских островов. Прямая торговля с рыбаками была незаконной, поморская торговля была разрешена лишь для торговцев.
Во времена Наполеоновских войн в начале XIX века, Великобритания ввела эмбарго на торговлю с Данией и Норвегией. В этот период поморская торговля имела большое значение для Северной Норвегии. Указ о легализации прямой торговли между рыбаками и поморами во время войны вышел в 1809 году из-за надвигающегося голода. Несколько русских судов были захвачены Великобританией, поэтому многие суда не плыли дальше Восточного Финнмарка. Великобритания установила блокаду вдоль побережья Норвегии в 1809—1812 годах в том числе и для того, чтобы остановить поморскую торговлю и нарушить поставки товаров из Архангельска. Белое море было закрыто, довольно мало русских судов смогло проплыть в Норвегию.

## Золотой век и прекращение торговли
Позже, в XIX веке Северная Норвегия пережила экономический подъём, улучшилась коммуникация с югом, необходимость Северной Норвегии в импорта зерна сократилась. Тем не менее, поморская торговля увеличилась, она достигла своего расцвета в последние годы девятнадцатого столетия. Торговые льготы были отменены в 1870 году и срок торговли был продлён. В 1874 году торговля проходила между 15 июня и 30 сентября, когда на Белом море свободно ото льда. Важной причиной роста торговли стала легализация торговли напрямую с рыбаками. Количество торговых мест было также увеличено.
Поморы модернизировали свои суда в этот период. Ладьи перестали строить в XVIII веке, вместо них стали использоваться шхуны, йекты и галеасы. Соловецкий монастырь на Соловецких островах в Белом море был религиозным центром поморов. Монастырь имел большое хозяйство вокруг Белого моря, среди его деятельности были строительство судов, солеварение и рыболовство. Он имел несколько пароходов, участвовавших в поморской торговле в начале XX века.
В 1870 году Тромсё посетили 400 русских судов. Как правило, более 300 поморских судов с экипажем в составе около 2000 человек посещали Северную Норвегию каждый год. В 1900 году Россия была четвёртым по важности для Норвегии торговым партнёром, главным товаром до сих пор оставалась ржаная мука. После 1910 года муки продавалось меньше, поморы платили за рыбу деньги. Во время Первой мировой войны правила экспорта были изменены Россией, страх немецких подводных атак ограничивал объёмы поморской торговли.
После революции 1917 года поморская торговля была прекращена. Это оказало негативное влияние на экономику Северной Норвегии, особенно для поселений вдоль побережья, которые существовали лишь для этой торговли. Рыбаки уже не имели возможности продавать выловленное. Тем не менее, время от времени в Норвегию приходили судна, даже после официального прекращения торговли. Последнее поморское судно пришло в Норвегию в 1929 году.

## Значение торговли
Начиная с 1830-х годов начал формироваться особый русско-норвежский язык руссенорск или «Моя-по-твоя». Норвежцы считали, что они говорили по-русски, поморы считали, что говорят по-норвежски. Когда норвежские купцы начали отправлять своих детей в школу в Архангельске, руссенорск несколько потерял свои позиции.
Многие из больших центров торговли на побережье и во фьордах Северной Норвегии, которые возникли в XIX веке основывались именно на поморской торговле. Торговля оказывала влияние и на другие отношения, например, в 1875 году начались регулярные рейсы пароходов из Архангельска в Вардё. Это положило начало туризму и сезонным работам русских в губернии Финнмарк. Народ Северной Норвегии познакомился с некоторыми элементами русской культуры: чай из самовара, пение, красочные одежды русских женщин и гостеприимство поморских кораблей. Часто суда прибывали в одно и то же место год за годом и норвежцы узнавали капитана и членов экипажа.